# 楽々はがき
楽々はがき（らくらくはがき）は、かつてジャストシステムが開発、販売していたはがき作成ソフトウェアである。
1998年に最初のバージョンが発売された。翌1999年のバージョン2000からは家電量販店等など店頭販売を開始したが、バージョン2015以降は店頭での販売は行なわず、同社オンラインショッピングサイト「Just MyShop」でのみの取り扱いとなった。バージョン2021以降はパッケージ版が廃止され、ダウンロード版のみとなった。2021年9月1日には十二支すべての素材を収録して毎年使える「楽々はがきMax」を発売し、以降は年次リリースを行わないようになった。

## 特徴
日本語ワープロソフトの一太郎に搭載されていた「はがき作成機能」の上位版にあたり、豊富なテンプレートが特徴である。三四郎のオブジェクトを使用した住所録機能も充実しており、他社データベースの直接読み込みや地図ソフト連携機能がある。
他の多くのはがき作成ソフトウェアが発売から1～2年程度しかサポートを提供しない中で、3年間の無償サポートが提供されている。
「7桁郵便番号簿」は、一太郎と共用されているため、どちらかのアップデートで両方に更新が適用される。
電話番号辞書は「バリューパック2001 年賀状版」に付属していたものが唯一である。2000年10月に発売された製品で、すでに販売されていないため入手は困難である。

## バージョン履歴
楽々はがき
1998年11月6日発売。店頭での販売は行なわず、ジャストシステム製品の登録ユーザーおよびJustNetの会員のみに直販した。
対応OSはWindows 95/98/NT4.0。
2000年12月31日サポート終了。
楽々はがき2000
1999年10月15日発売。店頭販売を開始し、年賀はがきソフトの市場に本格的に参入。
2000年12月31日サポート終了。
楽々はがき2001
2000年10月6日発売。
対応OSはWindows 95/98/Me/NT 4.0/2000。
2000年12月31日サポート終了。
楽々はがき2002
2001年10月5日発売。
対応OSはWindows 95/98/Me/NT 4.0/2000。
2005年3月31日サポート終了。
楽々はがき2003
2002年10月4日発売。
対応OSはWindows 98/Me/NT 4.0/2000/XP。
2004年10月10日サポート終了。
楽々はがき2004
2003年10月10日発売。直販サイトのJust MyShopのみで販売。
対応OSはWindows 98/Me/2000/XP。
2006年10月10日サポート終了。
楽々はがき2005
2004年10月8日発売。再び店頭での販売を開始する。
2007年10月8日サポート終了。
楽々はがき2006
2005年10月7日発売。
ContactXML形式での住所録ファイルのインポートに対応。
2008年10月7日サポート終了。
楽々はがき2007
2006年10月6日発売。
2009年10月6日サポート終了。
楽々はがき2008
2007年10月5日発売。シリーズ初の「乗換版」を設定。
対応OSはWindows 2000/XP/Vista。
2010年10月15日サポート終了。
楽々はがき2009
2008年9月12日発売。
2011年9月12日サポート終了。
楽々はがき2010
2009年9月4日発売。
Dr.コパ氏の監修による冊子「Dr.コパの開運年賀状の作り方」が付属。
2012年9月4日サポート終了。
楽々はがき2011
2010年9月3日発売。
対応OSはWindows XP/Vista/7。
2013年9月3日サポート終了。
楽々はがき2012
2011年9月2日発売。
2014年9月2日サポート終了。
楽々はがき2013
2012年9月7日発売。
対応OSはWindows XP/Vista/7/8。
2015年9月7日サポート終了。
楽々はがき2014
2013年9月6日発売。
2016年9月6日サポート終了。
楽々はがき2015
2014年9月5日発売。直販サイトのJust MyShopのみで販売。
対応OSはWindows Vista/7/8/8.1。
2017年9月5日サポート終了。
楽々はがき2016
2015年9月4日発売。直販サイトのJust MyShopのみで販売。
対応OSはWindows Vista/7/8/8.1/10。
2018年9月4日サポート終了。
楽々はがき2017
2016年9月2日発売。直販サイトのJust MyShopのみで販売。
対応OSはWindows Vista/7/8.1/10。
2019年9月2日サポート終了。
楽々はがき2018
2017年9月1日発売。直販サイトのJust MyShopのみで販売。
対応OSはWindows 7/8.1/10。
2020年9月1日サポート終了。
楽々はがき2019
2018年9月7日発売。直販サイトのJust MyShopのみで販売。
対応OSはWindows 7/8.1/10。
2021年9月7日サポート終了。
楽々はがき2020
2019年9月6日発売。直販サイトのJust MyShopのみで販売。
対応OSはWindows 7/8.1/10/11。
2022年9月6日サポート終了。
楽々はがき2021
2020年9月1日発売。直販サイトのJust MyShopのみで販売。このバージョンからダウンロード版のみの販売となった。
対応OSはWindows 8.1/10/11。
2023年9月1日サポート終了。
楽々はがきMax
2021年9月1日発売。直販サイトのJust MyShopのみで販売。十二支すべての素材を収録しているため毎年使えるパッケージとなった。ただし、住所録の送受記録は2025年までに限る。内部バージョンは2022。
対応OSはWindows 8.1/10/11。
2025年4月30日販売終了。
2026年4月30日サポート終了。

## 楽々はがき セレクト
テンプレート等の一部機能が省かれた簡易版。メインの機能はほぼそのまま搭載されている。
一太郎 2009以降、「はがき作成機能」が廃止され「楽々はがき セレクト for 一太郎」が付属していた。一太郎の体験版にも本製品は搭載されていた。楽々はがきの年次リリース終了後に発売された一太郎2023からは付属しないようになった。
そのほか、SHARPのPCには「楽々はがき[セレクト版] for SHARP」がバンドルされていた。